# (10139) Ronsard
(10139) Ronsard (1993 ST4) – planetoida z pasa głównego asteroid okrążająca Słońce w ciągu 3,61 lat w średniej odległości 2,35 j.a. Odkryta 19 września 1993 roku.